# Liste der Members des Order of Canada/L
Diese Liste gibt einen Überblick aller Personen, denen die Auszeichnung Member of the Order of Canada verliehen wurde.

## L
1. Margaret Wade Labarge
2. Jules Labarre
3. Joseph R. Laben
4. Claude Laberge
5. Margaret Pictou LaBillois
6. Jean-Claude Labrecque
7. Arthur Labrie
8. Arthur Lacerte
9. Gustave Lachance
10. Janine Lachance
11. Sylvio Lacharité
12. Jacques Lacombe (2013)
13. Lucien Lacoste
14. Estelle Lacoursière
15. Jacques Lacoursière
16. Paul Lacoursière
17. Robert Lacroix
18. Hectorine H. LaForge
19. Carole M. Lafrance
20. Sylvain Lafrance (2013)
21. Jean-Louis Lagasse
22. Louis Lagassé
23. Chuen-Yan David Lai
24. John Coleman Laidlaw
25. May Laidlaw
26. G. Blair Laing
27. Frank W. Laird
28. Zaheer M. Lakhani
29. Leslie Laking
30. Florent Lalonde
31. Gisèle Lalonde
32. Marcel Lalonde
33. Roger Lalonde
34. Cynthia Lam
35. Diane Lamarre (2013)
36. Marie Lambert
37. Pierrette Lambert
38. Louise Lambert-Lagacé
39. Heath R. Lamberts
40. Jeanne Lamon
41. Louis-Georges Lamontagne
42. Mary Lamontagne
43. Yves Lamontagne
44. Arthur Lamothe
45. Joachim Guillaume Lamothe
46. Solange Dupuis Lamothe
47. Claude R. Lamoureux
48. G. Jake Lamoureux
49. Gisèle Lamoureux
50. Allan Austin Lamport
51. Sam Landa
52. Mildred B. Lande
53. David Lander
54. Edith Lando
55. Albert Landry
56. Aldéa Landry
57. Antoine Landry
58. Edmond E. Landry
59. Eva June Landry
60. Frederick Lawrence Landry
61. Raymond Landry
62. Robert E. Landry
63. Ronald Landry
64. Rosemarie Landry
65. Elizabeth Ann Lane
66. Henry J., Sr. Langan
67. Florian Langevin
68. Jacques Langlais
69. James C. Langley
70. David M. Lank
71. Frances Lankin (2012)
72. J. Spencer Lanthier
73. Robert Lantos
74. Helmut H. Lanziner
75. Jeanne L. Lapierre
76. Laurent Lapierre
77. Louis LaPierre (2012)
78. Suzanne Lapointe
79. Frances Laracy
80. John P. Larche
81. Peter Anthony Larkin
82. Lucien Larré
83. Ricardo Larrivée (2014)
84. William Laskin (2012)
85. Pierre Lassonde
86. Charles Andrew Laszlo
87. Gilles Latulippe
88. Philippe Latulippe
89. Arthur Chui Fu Lau
90. Ginette Laurin (2015)
91. Jacques Laurin
92. Omer Lavallée
93. Sarah Lavalley
94. Lise G. Laverdière
95. A. Marshall Laverty
96. J. Conrad Lavigne
97. Jean-Noël Lavoie
98. Pierre Lavoie
99. Helen M. Law
100. Ronald Edward Lawless
101. Judith A. Lawrence
102. Thomas Lawrence
103. Tom Lawson
104. Ophelia Lazaridis (2015)
105. Trudi Le Caine
106. Claude Le Sauteur
107. Frederic Leach
108. Leonard H. Leacock
109. Vince Leah
110. Dennice Leahey
111. Walter Francis Learning
112. John R. Leberg
113. Raymond P. LeBlanc
114. Claude LeBouthillier
115. John LeBoutillier
116. Louise Lecavalier
117. Marc Leclerc
118. Mary Jo Leddy
119. Roland Leduc
120. Alma Lee
121. Douglas A. Lee
122. Jack W. Lee
123. Jack Wai Yen Lee
124. Leonard G. Lee
125. Philip S. Lee
126. Ranee Lee
127. Robert G.H. Lee
128. Robert H. Lee
129. James William Leech (2014)
130. Arlette Marie-Laure Lefebvre
131. Jacques E. Lefebvre
132. Elizabeth LeFort
133. J. Bruno Légaré
134. Albert Legault
135. Bella-Marie Léger
136. Herbert K. Legg
137. Bruce Jarvis Legge
138. Garth Warren Legge
139. William C. Leggett
140. Kathleen Pratt LeGrow
141. Harry Lehotsky
142. Z. Lewis Leigh
143. Beatrice Cecile Leinbach
144. Francine Lelièvre (2013)
145. Gérard Lemay
146. J.E. Raymond Lemay
147. Mary J. LeMessurier
148. Robert LeMeur
149. Ernest Lemieux
150. Germain Lemieux
151. Marie-Nicole Lemieux (2015)
152. Mario Lemieux
153. Renaud Lemieux
154. Vincent Lemieux
155. Michel Lemire
156. Laureano Leone
157. Robert Lepage
158. M. David Lepofsky
159. Tracy LeQuyere
160. Monique F. Leroux (2012)
161. Patrick J. LeSage
162. Marguerite Lescop
163. Zotique Lespérance
164. H. Victor (Vic) Letendre
165. Joseph Adrien Letendre
166. Karen Letofsky
167. Charmaine Letourneau
168. Douglas Letson (2013)
169. Sophia Ming Ren Leung
170. Joseph Emmanuel Yvon Levaque
171. Claude Lévesque
172. Jacques Lévesque
173. Louise Lévesque
174. Jean-Louis Lévesque
175. Suzanne Lévesque
176. Albert Levi
177. Adeera Levin (2015)
178. Boris G. Levine
179. Norman Levine
180. Eugene Levy
181. Stephan Robert Lewar
182. Daurene E. Lewis
183. H. Susan Lewis (2015)
184. John F. Lewis
185. Lennox Lewis
186. Margaret Bradshaw Lewis
187. Raymond Lewis
188. Reginald William Lewis
189. Sara Lee Lewis
190. Louis H. (Scoop) Lewry
191. James F. Leys
192. Christine Leyser
193. Howard Leyton-Brown
194. Myrl Leyton-Brown
195. Peter Liba
196. Jon Lien
197. J. Mark Lievonen (2015)
198. Alice M. S. Lighthall
199. Lois Lilienstein
200. Alexander J. Lilly
201. Clara Yee Lim
202. Gérard A. Limoges
203. David T. W. Lin
204. Paul Ta Kuang Lin
205. Philip B. Lind
206. Trevor Linden
207. Herman Linder
208. Anne Lindsay
209. Fernand Lindsay
210. Roy Oliver Lindseth
211. Frank Ling
212. Charles E. Linkletter
213. Georges Little
214. Jean Little
215. J. Wilton Littlechild
216. Donald R. Livingstone
217. Esse W. Ljungh
218. Mary Lobay
219. Jack Lambourne Locke
220. Millicent Loder
221. William Herbert Loewen
222. Jean Loiselle
223. Yvette Loiselle
224. Judy Loman (2015)
225. Jonathan Lomas
226. James W. Lomax
227. John-Barbalinardo Lombardi
228. Jack R. London
229. Cecilia E. Long
230. Jack Long (2014)
231. J. Ron Longstaffe
232. Diane Mary Loomer (1999)
233. Ana Paula Lopes (2011)
234. Louis H. Lorrain
235. Andrée Lortie
236. Marcel Lortie
237. Pierre Lortie
238. Samuel Ralph Loschiavo
239. Denis Losier (2011)
240. Ronald Lou-Poy
241. Tong Louie
242. Michel Louvain (2015)
243. Sandra M. Lovelace Sappier
244. Frank L. Lovsin
245. Colin Low
246. James Low (2014)
247. Edith Jacobson Low-Beer
248. Bob Lowery
249. Jacob M. Lowy
250. Jeffrey C. Lozon
251. Rhona Lucas
252. Bernard Lucht (2013)
253. Pierre Lucier
254. Roger V. Lucy
255. David Y.H. Lui
256. K. Louis Lukanovich
257. Jean B. Lumb
258. Leonard G. Lumbers
259. Edward Lumley (2014)
260. Ramona Lumpkin (2014)
261. Harry G. Lumsden
262. Clifford Douglas Lumsdon
263. Harold W. Lundrigan
264. Janet Louise Lunn
265. Manoly Robert Lupul
266. George Luscombe
267. Norman John Lush
268. Kathleen Mary Jo Lutley
269. William L. Lyall
270. Abbyann Day Lynch
271. Sterling R. Lyon
272. Keiko Margaret Lyons
273. Richard Lyons
274. Allan M. Lysack